# Abu Arix
Abu Arix (àrab: ابو عريش, Abū ʿArīx) és una municipalitat de l'Aràbia Saudita a la divisió administrativa (regió) de Jizan, a 35 km de la seva capital homònima.

## Dades geogràfiques
La seva població el 2004 era de 47.992 habitants. La seva població el 1950 era de 12.00 persones. A uns 15 km a l'est hi ha presa de Malaki, al límit de la serralada d'Asir, regada pels quatre principals uadis de la regió sud-oest de l'Aràbia Saudita.

## Història
La regió d'Abu Arix fou governada per xeics locals independents des del segle xiii; aquests xeics portaven el títol de xerif (noble de la família del Profeta) perquè eren (suposadament) descendents del Profeta.
El 1627 va passar a sobirania dels imans zaidites del Iemen. Abans de la meitat del segle xviii el xeic local Muhammad ibn Ahmad ibn Khayrat, es va aliar als makràmides de Nadjran, contra les tribus hostils i va recuperar la independència. Fou enderrocat el 1744 pel seu oncle Hawdhan però restaurat per un exèrcit format per la tribu Yam de Nadjran. La dinastia local fou la Khayràtida i els seus membres deien ser descendents dels Katada de la Meca i governaven també de l'Asir. Els makràmides de Nadjran van intervenir en els seus afers interns molt sovint fins al 1868, al que ajudava que els xeics havien de comptar amb un exèrcit mercenari de yams. A la segona meitat del segle xviii els territoris es van dividir entre dos branques familiars.
Vers el 1802 el xeic es van sotmetre als wahhabites; el 1803 els egipcis van desembarcar i van recuperar el Hedjaz empenyent als wahhabites cap al Nedj (que acabaran conquerint el 1818); el xeic es va declarar immediatament pels egipcis i vassall otomà. Hamud ibn Muhammad Abu Mismar va ser un governant destacat que va governar fins a la seva mort el 1818.
El 1830 el xeic va cedir la ciutat de Sabya a Sayyid Ahmad, un descendent dels idríssides que havia anat a l'Asir des del Marroc, i que va fundar la dinastia Idríssida del Iemen. Els egipcis van evacuar al-Hudayda el 1840 i el xeic Husayn ben Ali ben Haydar (1840-1851) va rebre de la Porta el títol de paixà, i de fet esdevingué plenament independent; va amenaçar Aden; els britànics van protestar i els turcs el van enviar a conquerir la Tihama al nord. El 1863 el khayràtida Hasan ben Muhammad va perdre el poder davant dels Al-Ayid de la tribu Banu Mughayd d'Abha; els xeics van romandre a la regió suposadament com a vassalls turcs, fins que el 1871 els otomans van tornar al país, però el 1872 el xeicat fou declarat possessió otomana. El 1918, retirats els otomans, va passar a formar part dels territoris idríssides; i amb aquests va passar als saudites el 1926.

## Bandera d'Abu Arix
La bandera de la dinastia local xerifiana (branca dels Khayràtidas) era la tradicional vermella llisa.